# Descrições definidas
Descrições definidas são expressões com a seguinte forma: "o F" (em que "F" representa uma expressão predicativa). P.ex., "o rei da França", "o número primo par", etc. Grande parte da literatura a respeito de descrições definidas concentra-se em torno da seguinte pergunta:
(i) como funcionam descrições definidas de um ponto de vista lógico-semântico?
Destacam-se cinco respostas para essa questão:
1. descrições definidas funcionam como termos singulares -- expressões referenciais;
2. descrições definidas funcionam como quantificadores;
3. descrições definidas funcionam ambiguamente -- referencialmente ou atributivamente;
4. descrições definidas funcionam como predicados complexos.
5. descrições definidas funcionam à la Frege, se ocorrem em posição de sujeito, e funcionam à la Russell, se ocorrem em posição de predicado.
Expoentes da primeira posição são Gottlob Frege e Peter Strawson – respectivamente, em "Über Sinn und Bedeutung" ( “Sobre Sentido e Referência” ) (1892) e “On Referring” ( "Sobre Referir" )(1950). Bertrand Russell e Stephen Neale, respectivamente, em “On Denoting” ( "Sobre Denotar" )(1905) e Descriptions (1990), são os principais representantes da interpretação quantificacional. A exposição formal da teoria russelliana, em que Russell e Whitehead deixam claro que ela se apoia na "teoria da quantificação" -- o que chamam "teoria das variáveis aparentes" -- é feita em Principia Mathematica, *14, mais precisamente, centrada na definição  contextual *14.01. (Para uma defesa recente de que a posição de Russell é compatível com um interpretação não-quantificacional de descrições, cf. “Russell didn’t say that definite descriptions are quantifiers”, de Isidora Stojanovic -- CNRS/Institut Jean Nicod. ). Keith Donnellan, em “Reference and Definite Descriptions” (1966), é o principal expoente da terceira resposta. Delia Graff, em “Descriptions as Predicates” (2001) é a defensora mais recente da quarta linha de resposta. Por fim, a combinação de elementos de uma teoria fregeana com elementos de uma teoria russelliana é o que defende o filósofo e lógico brasileiro Oswaldo Chateaubriand, em Logical Forms. Part I: Truth and Descriptions (2001), em "Descriptions: Frege and Russell Combined"  (2002) , e em "Did the Slingshot hit the mark?:Reply to Marco Ruffino" (2004). 
Outra questão envolvendo descrições definidas que merece uma detida atenção por parte de lógicos e filósofos é a seguinte: 
(ii) como descrições defnidas se relacionam com outras expressões, em particular, nomes próprios? 
Para essa segunda questão, destaca-se a seguinte resposta: uma descrição definida, ou conjunto de descrições definidas, dá o conteúdo semântico, ou valor cognitivo, de um nome próprio. Essa posição, mais conhecida como descritivismo, foi duramente atacada por Saul Kripke -- em que pese a sua defesa da teoria das descrições definidas de Russell, contra Donnellan, em "Speaker's Reference and Semantic Reference" (1979) . Para Kripke, um defensor do millianismo , contrariamente ao funcionamento de uma descrição definida (em todo caso, para um grande parte delas), um Nome funciona com um designador rígido.